# Nie ma zmiłuj
Nie ma zmiłuj – polski film w reżyserii Waldemara Krzystka z 2000 roku.
Film kręcono od 5 maja do 15 czerwca 1999. Zdjęcia plenerowe to: Wrocław i Polkowice.

## Opis fabuły
Bohaterami filmu jest grupa ludzi, która pracuje w firmie sprowadzającej markowe francuskie wina. W ich pracy rolę odgrywa sprzedaż, a towarem może być wszystko. Piotr pewnego dnia spotyka Irka, swojego szkolnego kolegę i dzięki niemu dostaje pracę jako salesman. Od tego czasu jego życie się zmienia - odnosi sukcesy oraz dostaje firmowy samochód. Zakochuje się w Monice, która robi błyskawiczną karierę od hostessy do szefowej działu sprzedaży. Jednak niełatwo jest pogodzić miłość z karierą.

## Obsada aktorska
- Rafał Maćkowiak − Piotr Wawrzycki
- Michał Lesień − Ireneusz
- Anna Piróg − Monika Jankiewicz
- Katarzyna Bujakiewicz − Aneta Pierzchała
- Adam Kamień − Grzegorz
- Łukasz Lewandowski − Tomasz Kowal
- Barbara Kałużna − Małgosia,dziewczyna Tomasza Kowala
- Mariusz Benoit − Roman Winkler
- Paweł Burczyk − Julian
- Krzysztof Kuliński − Musiałek
- Mariusz Kilijan − Michalski
- Robert Gonera − Salesman Robert
- Bartek Kasprzykowski − Salesman Rysiek
- Szymon Kuśmider − Aktor parodysta
- Joanna Pierzak − Kasjerka w sklepie
- Beata Rakowska − Sekretarka
- Dariusz Majchrzak − Handlowiec
- Zbigniew Lesień − kierownik sklepu osiedlowego
- Janusz Chabior